# Ібата
Ібата́ (каз. Ибаата) — село у складі Сауранського району Туркестанської області Казахстану. Адміністративний центр Новоіканського сільського округ.
У радянські часи село називалось Новий Ікан.
Населення — 7435 осіб (2021; 6043 у 2009, 4868 у 1999, 3520 у 1989).